# Isopterygium tonkinense
Isopterygium tonkinense är en bladmossart som beskrevs av Bescherelle 1894. Isopterygium tonkinense ingår i släktet Isopterygium och familjen Hypnaceae. Inga underarter finns listade i Catalogue of Life.